# Bài tập thể trọng

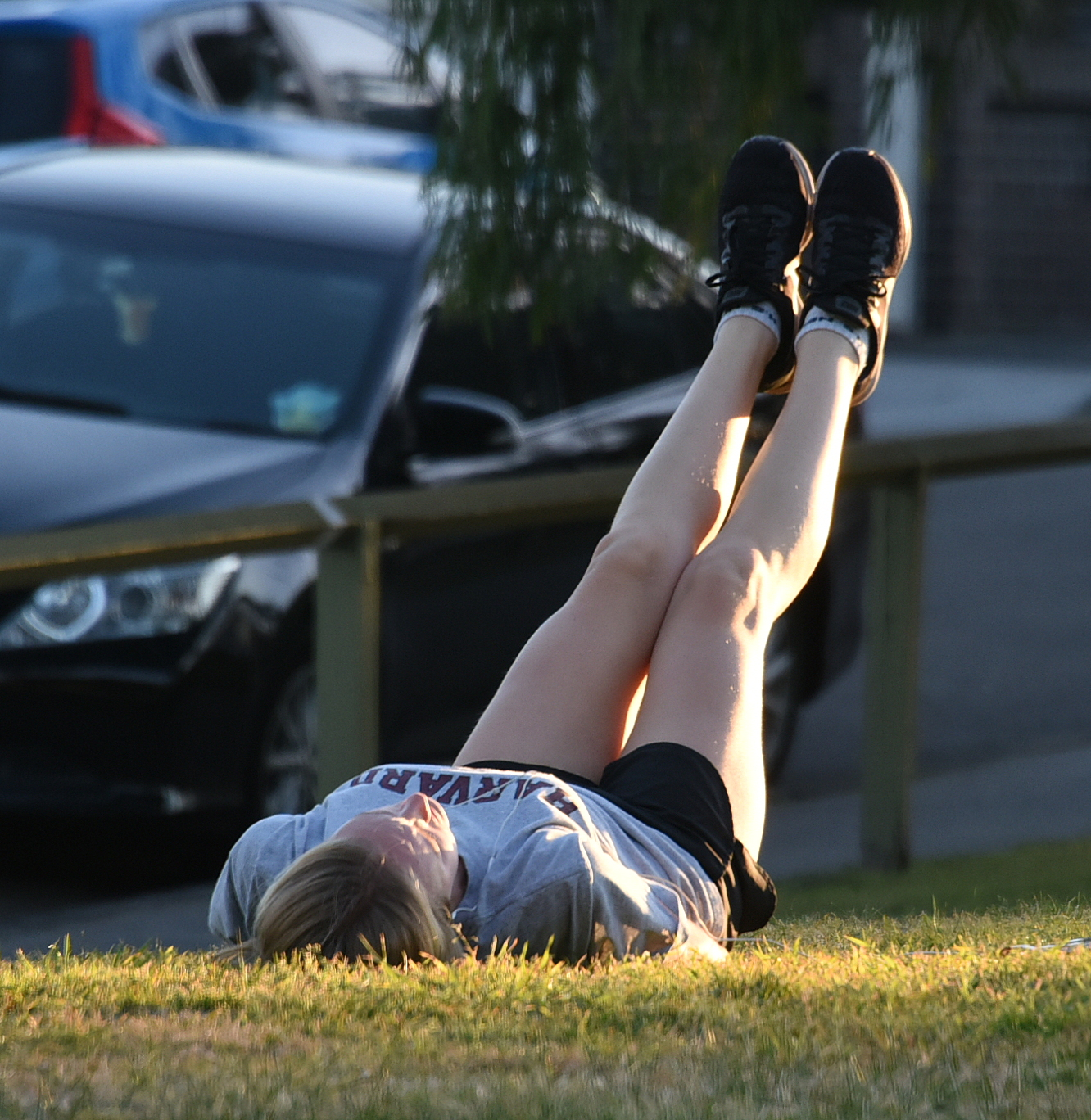
Một bài tập thể hình đơn giản để giảm mỡ bụng

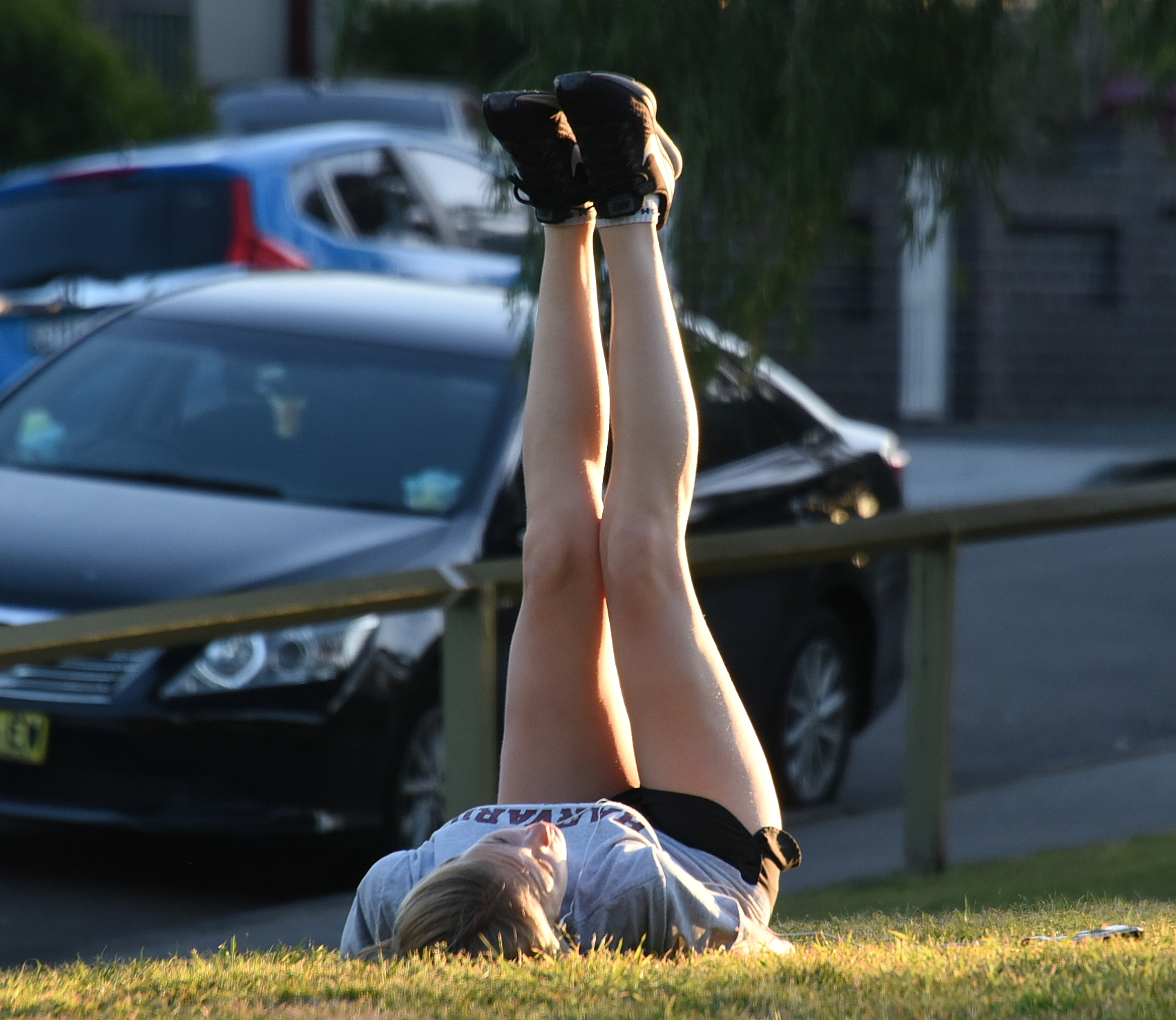

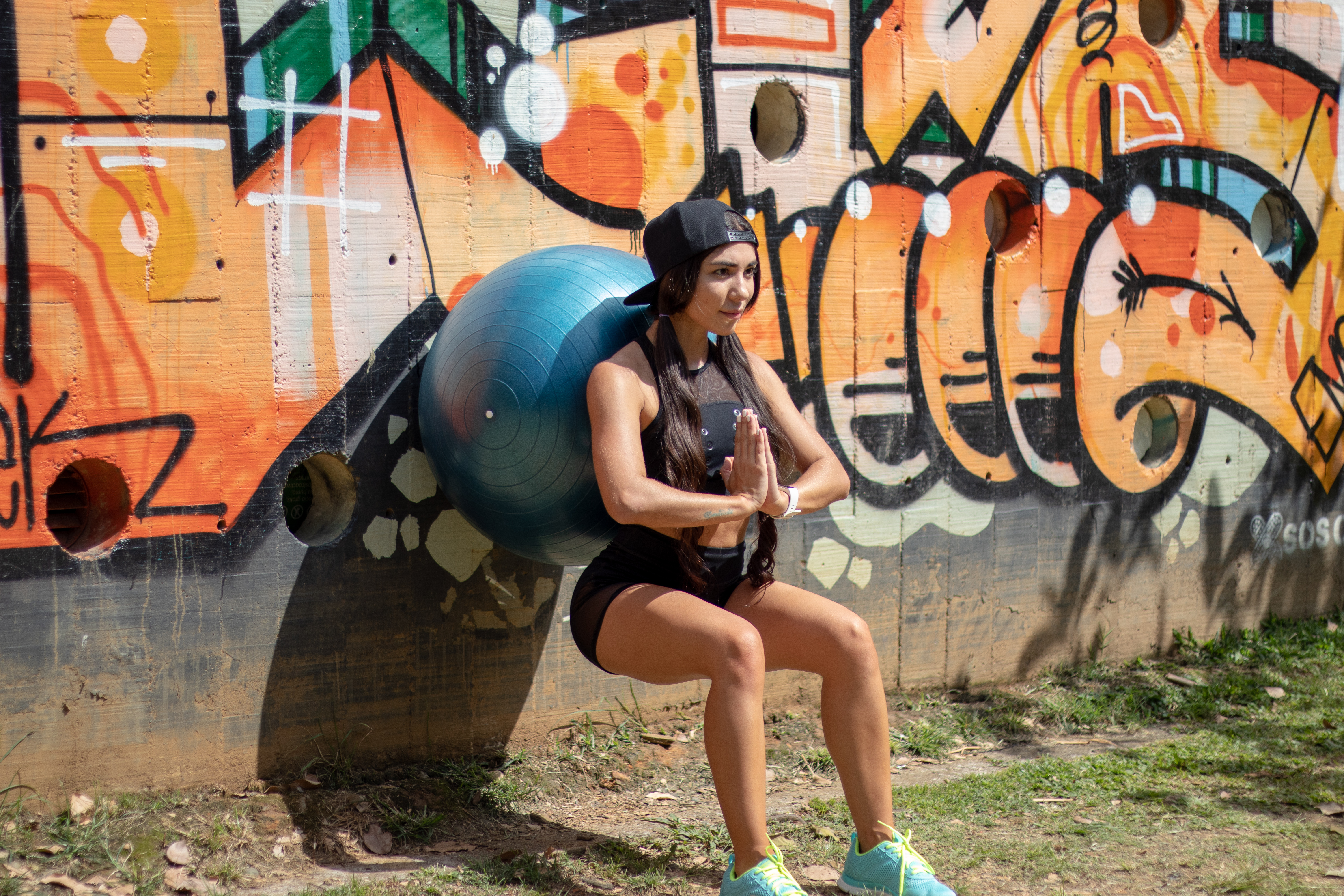
Bài tập thể hình với bóng squat

Bài tập thể trọng (tiếng Anh: bodyweight exercise) là bài tập rèn luyện sức mạnh bằng cách sử dụng trọng lượng cơ thể (thể trọng) của chính bản thân để tạo sức kháng lực (cưỡng lại trọng lực), do đó còn được gọi là "bài tập kháng lực". Bài tập thể trọng là thuật ngữ dùng để chỉ việc tập luyện dựa vào trọng lực của cơ thể (sức vóc) để tạo ra lực tải mà không cần sử dụng các thiết bị tập luyện hay dụng cụ hỗ trợ. Các bài tập thể trọng có công dụng tăng cường nhiều khả năng vận động sinh học bao gồm sức mạnh, sức lực, thể lực, sức bền (độ dai sức), tốc độ (độ nhanh nhẹn), sự linh hoạt (phản xạ nhanh, lanh lẹ), khả năng phối hợp và giữ thăng bằng. Hình thức rèn luyện sức mạnh (tập thể lực) này đã trở nên phổ biến hơn đối với các vận động viên chuyên nghiệp và nghiệp dư.

## Công dụng

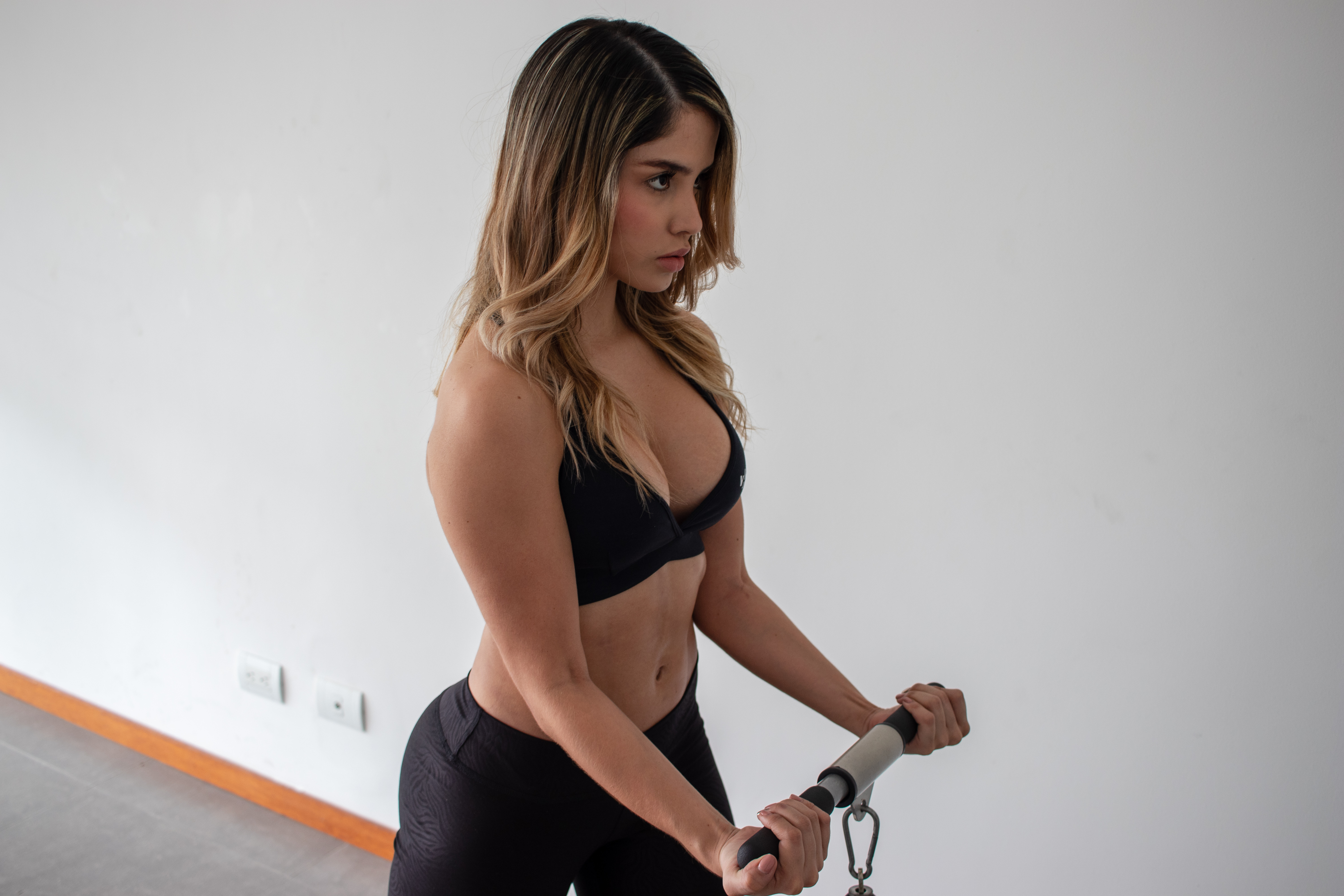
Các bài tập thể trọng giúp giảm cân, giảm mở, vóc dáng thể thao

Các bài tập thể trọng có tác dụng giúp hỗ trợ giảm cân bởi nó đòi hỏi sự vận động, phối hợp của nhiều nhóm cơ trên cơ thể nên sẽ đốt cháy được lượng calo khá lớn, tập luyện các bài tập thể trọn thường xuyên cũng có công hiệu giúp giảm được lượng mỡ thừa, giảm mỡ hiệu quả hơn. Bài tập này giúp cơ thể săn chắc, vóc dáng thon gọn hơn, giúp xương khớp chắc khỏe, dẻo dai, linh hoạt hơn và cũng sẽ phát triển cơ bắp, tầm vóc. Bài tập này giúp nâng cao thể trạng, giúp mình cơ thể khỏe mạnh hơn vì cơ thể khi được vận động với cường độ phù hợp sẽ tăng cường sự dẻo dai, sức bền, sự linh hoạt, tăng khả năng giữa thăng bằng, đặc biệt là sự kiên trì, ý chí rèn luyện, khi tập luyện thể trọng thường xuyên sẽ cảm thấy cơ thể khỏe mạnh, tràn đầy năng lượng. Các bài tập thể trọng (Bodyweight) rất tiện lợi khi đi du lịch hoặc đi nghỉ, khi không thể đến phòng tập thể dục hoặc không có thiết bị chuyên dụng. Một lợi thế khác của việc rèn luyện thể trọng là nó không hề tốn kém chi phí.
Bài tập thể trọng sử dụng các khả năng đơn giản như đẩy, kéo, ngồi xổm, uốn cong, vặn người và giữ thăng bằng. Các chuyển động như chống đẩy, hít xà và gập bụng là một trong những bài tập thể trọng phổ biến nhất. Bài tập squat bằng trọng lượng cơ thể đòi hỏi ít không gian và không cần thiết bị tập luyện. Sau khi ngồi xổm, một cá nhân trở lại tư thế đứng trong khi đưa cánh tay trở lại hai bên. Chiều cao của tư thế ngồi xổm có thể được điều chỉnh cao hơn hoặc thấp hơn tùy thuộc vào yêu cầu của từng cá nhân (tức là, một người không quen tập thể dục có thể thực hiện tư thế ngồi xổm một nửa hoặc một phần tư). Do phạm vi chuyển động của tư thế này, squat được coi là một trong những bài tập hiệu quả nhất để cải thiện sức mạnh và sức bền bỉ. Trong khi một số bài tập có thể cần đến thiết bị, hầu hết các bài tập thể trọng không cần thiết dùng đến máy móc. Đối với các bài tập cần đến thiết bị, các vật dụng gia đình thông thường (như khăn tắm để cuộn khăn) thường là đủ để dùng tập luyện, hoặc có thể tuỳ cơ ứng biến thay thế (ví dụ, sử dụng cành cây ngang để thực hiện động tác kéo xà).